# Sumeček černý
Sumeček černý (Ameiurus melas) je všežravá sladkovodní ryba, spadající do čeledi sumečkovitých. Vyskytuje se ve stojatých nebo velmi pomalu tekoucích vodách s měkkým písčitým, kamenitým nebo bahnitým dnem. Pochází z Ameriky a v rybnících v Evropě je považován za škodlivý invazní druh.

## Popis
Sumeček černý dorůstá velikosti 60 cm a váhy 3,6 kg. Má protáhlé válcovité tělo, které je vzadu ze stran zploštělé. Hlava je nízká a široká a celkově velká. Oči má malé. Kolem tlamy se nachází 8 vousků: a to 2 vousky na horní čelisti, 4 vousky na spodní čelisti a 2 v oblasti nosních otvorů. Tělo je holé, kryté jen kůží bez šupin. Na hřbetě mají tukovou ploutvičku. Nejsou zřejmé výrazné rozdíly mezi pohlavími. Je pro něj typické tmavé zbarvení boku, které ostře přechází ke světlému břichu. Vyznačuje se pilovitými výběžky na tvrdém paprsku prsních ploutví. Mají krátké, špičaté kuželovité zuby rostlé v několika řadách. V dobrých podmínkách se může dožívat až 15 let.

## Rozšíření
Sumeček černý byl původně rozšířen ve Spojených státech a Kanadě, konkrétně východně od Montany k Velkým jezerům a dále na jih. V současnosti je aklimatizován i v Evropě. Vyhovují mu stojaté nebo jen velmi pomalu tekoucí vody s měkkým dnem.

## Potrava
Sumeček je všežravec. V přírodě se živí faunou dna, nitěnkami, larvami vodního hmyzu, potěrem a drobnými rybami, měkkýši, na jejich jídelníček patří v neposlední řadě také různí bezobratlí živočichové, plži, korýši i obojživelníci nebo i rostlinné zbytky. V zajetí přijímají kousky rybího masa a žížaly, příležitostně i namočené ovesné vločky.

## Rozmnožování
Samice začínají klást jikry v dubnu a v některých lokalitách kladou až do června. Vyhlubují si kruhovité jamky v substrátu, do kterých klade okolo 2000 až 6000 jiker. Plůdek se kulí zhruba po týdnu. Rodiče (zejména samec) chrání jak jikry, tak vykulený plůdek až do velikosti několika centimetrů.

## Umělý chov
Tyto ryby se chovají převážně v jezírkách a v rybníčcích. Dají se použít i do studenovodního akvária. Pro jejich chov je důležitá dostatečně velká nádrž (minimálně 400 l). Velmi rychle rostou. Je pro ně vhodné použít štěrkovité nebo písčité dno, jako úkryty poslouží jeskyně z kořenů a kamenů. Část akvária by měla být hustěji zarostlá a část nádrže musí zůstat volná a určená pro plavání. Optimální je bohatě osázet především boky a zadní stěnu. Z rostlin je nutné vybrat odolnější druhy, kterým vyhovuje nižší teplota vody. Jako úkryty se dají použít např. skupiny větších zaoblených kamenů. Osvětlení je nejlepší tlumené. Aktivnější jsou na večer a v noci. Zdržují se při dně. Chovat se dají jen ve společnosti dostatečně velkých ryb. Menší ryby považují za kořist. Potravu vyhledávají pomocí vousků.
Teplota vody by se měla pohybovat mezi 10–24 °C, s pH kolem 7. Tvrdost vody nehraje významnou roli. Tito sumečci ale nemají rádi pokles pH pod 7 a zvýšené dusíkaté látky a jsou citliví na vysoké teploty nad 24 °C a nedostatek kyslíku ve vodě. Dále je citlivý na chemikálie a léčiva. V létě je nutné zajistit chlazení nádrže a vydatně prokysličovat.
Vzhledem k tomu, že se jedná o větší ryby, které mají zejména význam konzumní, jsou poměrně často vyhledávané rybáři.

## Podobné druhy
Mezi podobné druhy, které se také rozšířily po Evropě, patří sumeček americký (Ameiurus nebulosus).